# Raistlin - L'alba del male
Raistlin - L'alba del male (titolo originale The Soulforge) è un romanzo fantasy scritto da Margaret Weis e pubblicato per la prima volta nel 1998 in America dalla TSR. È il primo romanzo del ciclo Le Cronache di Raistlin.

## Trama
Il titolo originale dell'opera, The Soulforge, rende perfettamente l'idea della vicenda che viene narrata in queste pagine: la forgiatura di un'anima. Il titolo è ripreso da quello dell'omonimo libro-game che per primo descrisse, seppur parzialmente e in forma di gioco, la Prova del mago Raistlin Majere.
Tempi duri si avvicinano per i popoli di Krynn. Una nuova guerra si profila all'orizzonte, temibile come nessun'altra è mai stata prima, ma così lontana che solo i più potenti fra i maghi riescono a percepirne l'agghiacciante presenza. E così, proprio al capo della Torre dell'Alta Stregoneria di Wayreth, Par-Salian, è affidato il compito di cercare una spada abbastanza potente da ergersi, un giorno, contro le orde che si stanno ammassando in silenzio.
La scelta cade quasi per caso su Raistlin, un ragazzino nativo di Solace, che alla sua costituzione fisica debole e fragile contrappone una mente affilata e geniale. 
Il romanzo si apre con la comparsa di un mago viaggiatore dalle Vesti Bianche, Antimodes, amico intimo di Par-Salian, che a cavallo della sua asina giunge a Solace. Qui, grazie all'interessamento della giovane Kitiara, che teme per il suo futuro vedendolo così gracile, Antimodes scopre il talento di Raistlin per la magia. Come ha modo di sapere durante il colloquio con lui nella Locanda dell'Ultima Casa, Raistlin è cresciuto in modo trascurato a causa della sua disastrosa condizione familiare: il padre, Gilon, è un taglialegna sempre assente da casa, mentre la madre Rosamun è una veggente alla quale non è stato mai insegnato a controllare il proprio potere e che pertanto se ne fa completamente dominare, tanto che è sempre assente e stralunata, e cade spesso in trance dalle quali non si sveglia per giorni. 
Tuttavia, Antimodes rimane favorevolmente colpito e incuriosito da Raistlin, tanto che decide di farsi carico delle spese per l'istruzione di quel bambino prodigioso presso la scuola di magia del Maestro Theobald, situata a sette chilometri da Solace. Nella scuola, Raistlin ha ben presto modo di scoprire l'ostilità dei compagni, che lo tormentano per la sua bravura di gran lunga superiore alla loro, e l'arroganza e la mediocrità del Maestro Theobald, che ricorre all'uso della violenza per cercare (con poca efficacia) di mantenere l'ordine e l'interesse in una classe di alunni svogliati e indisciplinati. Dopo aver subito un'angheria da parte dei suoi tormentatori, Raistlin subisce la punizione di Theobald, convinto che il bambino si sia addormentato durante la lezione, ma grazie a uno stratagemma Raistlin riesce a fare in modo che il maestro non abbia più il coraggio di picchiarlo in futuro.
Un giorno passa per la scuola proprio Antimodes, venuto per osservare i progressi del suo pupillo, ed ha modo di notare con soddisfazione come Raistlin sia dotato nell'Arte; ma grazie a un colloquio privato con ognuno dei dodici allievi del Maestro Theobald, scopre anche con profondo rammarico come i maghi siano ormai tenuti in bassa considerazione dalla gente di Ansalon, tanto che i bambini sono mandati in quella scuola solo perché i genitori vogliono toglierseli da casa. Durante il colloquio con il tredicesimo bambino, Raistlin, il mago scopre anche che questi è perfettamente consapevole che in realtà è proprio Antimodes a pagargli la scuola.
Successivamente, quando ormai i gemelli hanno tredici anni, tornando dalla scuola dove alloggia e dove ha passato l'inverno, Raistlin scopre che la madre è aiutata da una certa "Vedova Judith", che la assiste senza volere niente in cambio, per obbligo religioso personale. La cosa insospettisce parecchio Raistlin, che inoltre si sente anche in colpa per aver abbandonato sua madre alle cure di un'estranea, ma giunto in casa ha modo di vedere che in effetti Rosamun sta molto meglio e non cade più nelle sue trance; tuttavia nota anche che la vedova Judith non sembra vederlo di buon occhio.
I gemelli passano le vacanze estive in un clima familiare decisamente più tranquillo, con la madre che è finalmente una persona normale e con il padre più presente rispetto al solito. Dato che Gilon Majere è un uomo buono, gentile e semplice, si trova molto in affinità con il figlio Caramon, mentre invece non è così per Raistlin, che dunque si sente quasi un estraneo in questo nuovo ambiente creatosi grazie alla Vedova. Quando Raistlin deve tornare a scuola, il padre perciò è quasi contento della sua partenza, mentre Rosamun, parlando con il figlio, afferma stranamente e in modo del tutto nuovo che non è convinta del fatto che questo vada a studiare la magia.
Successivamente, Raistlin, essendo uno dei tre alunni più "anziani" della scuola, viene sottoposto assieme a loro a una prova importante, che serve a dimostrare di possedere il talento magico, e che consiste nel trascrivere correttamente le parole "Io, Magus", che devono illuminarsi e marchiarsi a fuoco sulla pergamena. Nonostante il Maestro Theobald desideri in cuor suo che Raistlin fallisca, in quanto non nutre simpatia nei suoi confronti, il ragazzo riesce a superare la prova con esito veramente brillante grazie a una preghiera agli dei della magia, ai quali giura fedeltà eterna dopo averli visti tutti e tre in una visione.
A sedici anni, Raistlin è molto precoce nella Magia, ma nonostante abbia cercato di nascosto di eseguire l'Incantesimo del sonno su suo fratello, non ottiene alcun risultato; tuttavia si guadagna una certa reputazione come guaritore grazie alla sua passione per la coltivazione di erbe medicinali. Ma avvengono alcune importanti novità: a Solace, il padre dei gemelli ottiene un nuovo incarico di taglialegna sul Picco dell'Occhio che Prega, mentre Raistlin sente una conversazione tra sua madre e la Vedova Judith, nella quale la donna chiede a Rosamun perché i suoi figli e suo marito non si siano ancora convertiti alla religione del dio Belzor. Raistlin viene scoperto dalla Vedova, che manifesta già da tempo una grande ostilità nei suoi confronti, ricambiata dalla diffidenza del giovane.
Un giorno però avviene un grave incidente al padre dei gemelli, che è schiacciato da un albero sul Picco dell'Occhio che Prega. Trasportato fino a Solace, nonostante la Vedova Judith cerchi di convincere la folla che il dio Belzor guarirà Gilon, questi muore. La moglie però si rifiuta di credere che sia morto, e si aggrappa disperatamente alla sua fede. Dato che è palese lo sconcerto di molti neoconvertiti, Judith scaglia dunque pesanti accuse sulla famiglia Majere per giustificare la mancata guarigione, e provoca l'ira di Raistlin, che viene fermato da Caramon. La comunità però difende i gemelli e la madre, e la donna è infine costretta a lasciare Solace. Sfortunatamente, Rosamun cade in una trance violenta, dalla quale non si riprende più. Assistita fino alla fine da Raistlin, muore d'inedia, lasciando completamente orfani i due figli appena sedicenni.
Durante il funerale della madre, Raistlin si ammala e sviene, ma la sorellastra Kitiara, partita via per cercare suo padre Gregor Uth Matar, ritorna a Solace e aiuta Caramon a prendersi cura del fratello, e successivamente riparte via per Qualinesti, dopo aver tentato inutilmente di convincerli a seguirla al Nord.
Inoltre, dopo alcuni giorni Raistlin riesce finalmente a usare l'incantesimo del sonno su suo fratello, tormentato da incubi, per farlo riposare serenamente.
Passano altri due anni, e a Solace viene creata la Fiera di Maggio, durante la quale Raistlin si esibisce in alcuni giochi di prestigio, venendo però scoperto e rimproverato proprio dal Maestro Theobald. Questo incidente però fa conoscere quelli che saranno i futuri Eroi delle Lance: Raistlin, Caramon e Sturm conoscono così il kender Tasslehoff Burrfoot, il nano delle colline Flint Fireforge e Tanis Mezzelfo.
Durante l'anno successivo accadono molti avvenimenti nella vita dei gemelli. Le loro amicizie si rafforzano, un incendio distrugge la scuola del Maestro Theobald, che viene ricostruita proprio a Solace, e Sturm e Caramon migliorano le loro capacità di combattimento grazie all'addestramento di Tanis e Flint. Inoltre si scopre che Tanis e Kitiara, che sono tornati insieme da Qualinesti, stanno insieme. La cosa non entusiasma Caramon e tanto meno Raistlin, soprattutto perché conoscono molto bene la sorellastra, a differenza del Mezzelfo.
Raistlin inoltre si innamora di Miranda, una splendida ragazza, ma ha una grossa delusione quando scopre che in realtà lei è innamorata di Caramon; così comprende come il suo vero amore non possa essere altro che la magia. Scopre inoltre che Kitiara si è messa in contatto con degli uomini che lavorano come mercenari in un esercito al Nord, un esercito che è chiaramente malvagio. Sulla base di ciò che ha sentito, dunque, Raistlin comprende che in futuro ci sarà una guerra, e decide di diventare un mago guerriero, con l'unico scopo di diventare un mercenario, e di combattere insieme a suo fratello. Capisce però che sia lui che Caramon hanno ancora molto da imparare.
Dopo alcune varie peripezie durante l'estate, quando ormai i gemelli hanno compiuto venti anni, Raistlin decide di recarsi alla Fiera della Festa del Raccolto di Haven, dove, come ha avuto modo di sapere dal Maestro Theobald, si trovano alcuni negozi di articoli magici e in particolare uno, di un certo Lemuel, dove potrà trovare nuove varietà di piante da aggiungere alla sua collezione. I gemelli così partono seguendo Flint, Tasslehoff, Tanis e Kitiara, e durante il viaggio i compagni si imbattono in una funerea processione della setta dei Belzoriti, che come prova della loro fede portano avvolta al braccio una vipera velenosa. Raistlin, Caramon e Kitiara vengono così a sapere che ad Haven si trova la setta a cui fa capo proprio la "Vedova" Judith e suo marito, e che i Belzoriti compiono numerosi "miracoli" nel loro tempio.
Raistlin si reca al negozio del mago Lemuel, ma scopre che questi è costretto a scappare via da Haven a causa delle minacce ricevute proprio dalla setta. Viene inoltre a sapere che suo padre era un mago guerriero, e così Lemuel, in un impeto di generosità, gli dona tutti i libri rimasti del padre. Raistlin si affeziona a Lemuel, e decide che cercherà di fare in modo che il mago non debba andare via.
Il giovane, che vuole scoprire di più sul dio e sui presunti "miracoli", decide di recarsi al tempio, ma dato che ai maghi è proibito l'accesso, è costretto a travestirsi, nonostante sia solo un novizio. Con lui vanno anche Caramon, Kitiara e Sturm.
Davanti all'entrata del tempio dei sacerdoti bruciano degli oppiacei, per far sì che i fedeli siano in uno stato più rilassato e disponibile.
Raistlin fa attenzione a non respirare il fumo, per essere lucido e capire bene cosa accadrà, a differenza di Caramon, che invece ne respira un buon quantitativo.
Una volta dentro, dopo canti snervanti, nell'arena appare finalmente la Vedova, che ingrandisce e rende viva un'enorme statua di marmo alle sue spalle, che raffigura una vipera, la personificazione del dio Belzor. La Somma Sacerdotessa, che afferma di comunicare con il mondo dell'Oltretomba, parla per conto dei defunti su richiesta di alcuni fedeli davanti a lei. Tuttavia appare presto chiaro come dietro tutto questo ci siano solamente interessi economici, in quanto il dio richiede a ognuno dei richiedenti somme e beni non indifferenti da donare al tempio. Quando una donna povera infatti chiede della sua bambina, Judith non esita a farle credere che la piccola stia soffrendo nel mondo dei morti, a causa del padre il cui bisnonno era un elfo. Raistlin consola la donna, deciso a dimostrare la sera successiva la falsità della setta.
Torna così da Lemuel, e in mattinata riesce a trascrivere un incantesimo di Illusione molto al di sopra delle sue capacità, con l'intenzione di usarlo durante il "miracolo".
La sera si reca al tempio con Caramon, Kitiara, Tanis, Sturm e Tasslehoff, e proprio sul kender si basa il piano per smascherare la Vedova Judith, la quale di fatto si rivela essere una maga rinnegata.
Così Raistlin, pur essendo soltanto un novizio, crea l'illusione del Kender Gigante di Balifor, che altri non è che Tasslehoff Burrfoot ingrandito. (Probabilmente usa l'Incantesimo di Illusione). Raistlin dimostra in questo modo che la Vedova Judith ha utilizzato un trucco di magia per attuare i suoi "miracoli", (questo spiega perché i maghi non sono ammessi nel tempio), e con tutto ciò causa una rissa all'interno del tempio. Nel parapiglia generale, i gemelli trovano la Sacerdotessa Judith brutalmente uccisa nelle sue stanze, e Raistlin, che, senza pensare davvero a ciò che stava facendo, aveva preso l'arma del delitto (di Kitiara) in mano, viene arrestato dalla polizia di Haven e condannato all'impiccagione. Kitiara, che ha compreso da tempo che tra lei e suo fratello si sarebbe scatenata in futuro una lotta per il potere, tenta invano di convincere Caramon a lasciare che Raistlin venga condannato, mentre Caramon cerca inutilmente di convincerla a confessare la verità, che del resto lei nega disinvoltamente.
Nel frattempo, però, i Belzoriti riescono a irrompere nel carcere dove è rinchiuso Raistlin, e lo catturano con l'intenzione di bruciarlo al rogo in modo da vendicarsi, impressionare le folle e ottenere più potere. Il giovane, stremato a causa dell'incantesimo, viene trascinato per le strade di Haven e viene salvato appena in tempo grazie all'aiuto dei suoi amici e di suo fratello, mentre già le fiamme lambiscono le sue vesti di novizio.
Raistlin viene aiutato da Lemuel, colmo di gratitudine nei suoi confronti, mentre l'incostante popolazione di Haven si ribella ai Belzoriti e li caccia via dal tempio, con la stessa energia e spietatezza con la quale avevano desiderato vedere Raistlin bruciare al rogo.
Flint decide di andare via da Haven, cosa che gli amici fanno il giorno successivo, tornando a Solace; nel frattempo però l'eco dell'impresa di Raistlin giunge fino al Conclave. I maghi sono infatti rimasti sorpresi dal suo operato e dalle sue azioni, nettamente al di sopra delle sue capacità, tanto da giudicarlo pronto ad affrontare la temuta Prova: infatti il Maestro Theobald si reca a casa del suo alunno per consegnargli la pergamena che lo convoca alla Torre dell'Alta Stregoneria di Wayreth. Caramon è perplesso e spaventato alla notizia, soprattutto quando viene a sapere che durante la Prova si può morire, ma il fratello lo costringe a giurare che non dirà a nessuno dove dovranno recarsi tra pochi mesi.
Successivamente, gli amici si incontrano tutti alla Locanda dell'Ultima Casa, e si lasciano per girare il mondo in cerca di tracce degli antichi dei e per verificare la veridicità delle voci su di un'imminente guerra al Nord.
Raistlin e Caramon, così, poco tempo dopo si recano alla Torre di Wayreth, dove Raistlin affronterà la sua Prova il settimo giorno del settimo mese. Inizialmente incontrano difficoltà nel trovare la Torre stessa, ma una mattina finalmente si risvegliano di colpo nel bosco di Wayreth, in quanto la foresta, come dice Raistlin, li "ha trovati". All'interno della Torre, Caramon non può fare a meno di essere impaurito, diffidente e a disagio, ma suo malgrado è costretto alla fine a separarsi dal fratello. Dietro insistenza ottiene però da Par-Salian stesso la possibilità di vedere la parte finale della Prova di Raistlin.
Nel frattempo, Raistlin non sa di essere sottoposto alla Prova mentre la affronta. Si trova nel mezzo di una tempesta di notte fonda nella periferia di Haven, e incontra un arrotino che, alla sua richiesta di informazioni, gli suggerisce di non recarsi nella locanda lì vicino, in quanto di pessima reputazione; ma il giovane sceglie di recarsi lo stesso lì dentro. Qui incontra tre elfi oscuri, dei loschi figuri, e invece di non parlare con loro, lo fa, ed inoltre gli elfi riescono a corromperlo con la prospettiva di ottenere potenti manufatti magici: lo convincono a compiere insieme a loro un furto nella casa di Lemuel, per ottenere dei libri di magia nascosti nella cantina del mago.
Tutti e quattro si recano dunque nella casa, e lì i malfattori fanno scendere giù Raistlin da solo nella cantina, ma con una velata minaccia di morte qualora tenti di giocare brutti scherzi. Raistlin, beffandosi tra sé della loro stolta arroganza, scende giù nella cantina. Ma una volta giunto fino in fondo, si rende conto che qualcosa non va: vede gli elfi oscuri più lontani del normale, come se fossero "su un altro piano d'esistenza", cosa che si rivelerà vera. Infatti, sente un respiro rantolante, e viene invitato ad avvicinarsi a un tavolo dallo spirito di uno spregevole stregone dall'aura potentissima, come Raistlin ha modo di notare. Il vecchio, che si rivela essere Fistandantilus, gli svela che si sta sottoponendo alla Prova, e quindi racconta la sua storia al giovane, di come avesse accumulato enormi conoscenze magiche e desiderasse disperatamente di sfuggire alla morte, cosa che riuscì a fare grazie a un ciondolo di ematite donatogli da Takhisis, con il quale prosciugava la forza vitale e le conoscenze dei suoi apprendisti più dotati nell'Arte. Gli racconta della sua fallita sfida alla Regina delle Tenebre, dopo la quale la sua anima si ritirò su un diverso piano d'esistenza per sfuggire alla morte ma anche agli assalti continui della dea, desiderosa di vendetta.
A causa delle proprie scelte, che lo hanno condotto lì, come gli ricorda Fistandantilus stesso, Raistlin comprende senza difficoltà come si trovi ormai in trappola, condannato a morire prosciugato dell'energia vitale da quell'immondo cadavere vivente oppure a essere ucciso dai tre elfi oscuri, che, come gli rivela lo stregone malvagio, sono in realtà maghi potenti ognuno quattro volte più del giovane.
Così, infine, Raistlin decide di accettare un patto con Fistandantilus. Quando riemerge dalla cantina, affronta e uccide senza difficoltà gli elfi oscuri, ma poi allontana via lo spirito dello stregone, venuto a reclamare la sua ricompensa per avergli salvato la vita, e va via, convinto di aver terminato la Prova, sordo alle minacce di Fistandantilus, che invece sa che il giovane prima o poi fallirà in qualcosa.
Raistlin però non ha ancora terminato la Prova, e si trova a dover affrontare l'ultimo elfo oscuro, Liam, che aveva creduto morto, in un corpo a corpo disperato. L'elfo sta quasi per ucciderlo, ma invece lo ferisce soltanto e alla fine muore ucciso da Raistlin con il suo stesso pugnale. Tuttavia la lama era avvelenata, e il giovane, debole e sfinito, comprende di essere prossimo alla fine. È qui che compare un'immagine illusoria di Caramon, che lo soccorre, e che inoltre lo salva dallo spettro di Fistandantilus, ma utilizzando una formula magica. Parlando lucidamente per la prima volta nella sua vita, riflettendo sul fatto che la magia era da sempre stata la sola cosa che lui avesse e che gli desse dignità, accecato dalla gelosia Raistlin usa le sue ultime forze per uccidere Caramon tra le fiamme. L'immagine si trasforma nello spirito di Fistandantilus, che tenta di prendere la vita della sua vittima, ma invano, perché Raistlin, in cambio di parte della sua energia vitale, lo costringe a seguirlo dovunque e a servirlo, aiutandolo ogniqualvolta sia necessario. Così termina la terribile Prova di Raistlin.
Come emerge da una discussione tra Par-Salian e Antimodes, Raistlin ottiene dalla Prova le Vesti Rosse. Par-Salian chiarisce che l'immagine illusoria era stata creata da lui stesso, che aveva sperato di riuscire a troncare il legame malato tra i due gemelli facendo vedere la malvagità di Raistlin a Caramon, ma senza successo. 
Soltanto a quel punto, Antimodes si pente amaramente delle sue scelte, dopo aver visto con i propri occhi la malvagità di Raistlin. Par-Salian afferma che Raistlin vivrà, ma solo perché la volontà del nuovo mago è molto più forte del suo corpo. Si troverà comunque a dipendere fisicamente da suo fratello. Inoltre l'Arcimago dice che Fistandantilus ha provveduto a cancellare dalla memoria di Raistlin tutto ciò che è avvenuto tra loro, e poi ammette che nessuno saprà mai la verità del loro patto; ma per permettere a Raistlin di volgere lo sguardo dentro di sé, in modo da capire i grandi difetti del suo carattere, Par-Salian ha provveduto a infliggere al giovane la maledizione degli occhi a clessidra, che lo costringeranno a vedere l'effetto del tempo su tutte le cose, ovvero morte e desolazione ovunque posi lo sguardo. Par-Salian gli ha anche donato il Bastone di Magius, per sostenerlo nella sua infermità, e un libro risalente all'epoca di Magius che spiega alcune delle proprietà del Bastone.
Ritroviamo Raistlin intento a tradurre il libro in questione, e che deve cominciare a fare i conti con la sua nuova spaventosa fragilità, nonché con il suo nuovo aspetto esteriore, profondamente diverso rispetto a prima. Ma soprattutto, Raistlin dovrà affrontare una questione più importante: vivere con la consapevolezza di essere stato capace di compiere un atto tanto orribile, di uccidere il proprio gemello.
Tuttavia Caramon, sempre gioviale, amato da tutti e scoppiante di salute, rappresenterà quel corpo che Raistlin non avrà mai e che desidera perdutamente: tutto ciò porterà il mago a sviluppare nel corso degli anni un odio feroce per il fratello, che avrà il suo culmine alla fine dei Draghi dell'Alba di Primavera.
Scritto nel 1998, il libro presenta una completa biografia di Raistlin e di quasi tutti i personaggi che lo accompagneranno nel corso della Guerra delle Lance. Inoltre, è qui possibile leggere una delle versioni della Prova di Raistlin, che si ritrova, riportata in maniera differente, anche sulla raccolta intitolata Le Cronache di Krynn.

## Edizioni
- Margaret Weis, Raistlin - L'alba del male, traduzione di Annarita Guarnieri, collana Armenia, Armenia Editore, 1998,  p. 434, ISBN 88-344-0924-8.